# 教会学
教会学（英語：ecclesiology）通常指基督教神学中研究教会相关事务的分支。这个术语起源于到1830年的英格兰，当时的定义是对于教堂的建筑、装饰方面的理论，这个方面的意思在今天仍然被使用。
当教会学指对于教会抽象的理论研究时，它通常关注教会的起源、教会与耶稣之间的关系、教会在救赎过程中的地位、教会的纪律等方面的问题。教会学在不同的基督教派系中的诠释有一定的差异。